# Clinicogenómica
Clinicogenómica, también conocida como genómica  clínica, es el estudio de resultados clínicos con datos genómicos.  Los factores genómicos tienen un efecto causativos en datos clínicos. La clinicogenómica utiliza el genoma entero de un paciente para diagnosticar enfermedades o adaptar medicaciones exclusivamente para ese paciente. Testaje de genoma entero puede detectar más mutaciones y anomalías estructurales que testaje de gen dirigido. Además, testaje de gen dirigido  sólo funciona para las enfermedades que el doctor analiza, mientras que el testaje de genoma completo analiza todas las  enfermedades con marcadores conocidos a la vez.